# Kypa-Syl'ky
Il Kypa-Syl'ky (in russo Кыпа-Сылькы?) è un fiume della Russia siberiana occidentale, affluente di sinistra del Taz. Scorre nel Circondario autonomo Jamalo-Nenec.
Nasce nella sezione settentrionale del vasto bassopiano siberiano occidentale in una zona paludosa ricca di laghi; scorre poi con un corso tortuoso in direzione mediamente sud-orientale. La lunghezza del fiume è di 142 km; il bacino è di 543 km². Sfocia nel Taz a 321 km dalla foce.